# Get Even
Get Even è l'album d'esordio della boy band pop britannica dei Brother Beyond, pubblicato su etichetta EMI / Parlophone, in due differenti edizioni, entrambe nel 1988, a cui ci si riferisce generalmente come Get Even I e Get Even II.
I brani che compongono i due lavori, i quali differiscono di fatto soltanto per un paio di canzoni prodotte dal noto trio di produttori inglese Stock, Aitken & Waterman (SAW), inserite su Get Even II, al posto di altrettante tracce composte dai membri della band, sono stati composti tra il 1986, anno in cui è uscito il loro primissimo singolo, I Should Have Lied, l'unico singolo dei Brother Beyond a non essere mai entrato in classifica, e lo stesso 1988, anno di pubblicazione di entrambe le edizioni del disco, e anno in cui sono state realizzate le due tracce di SAW, The Harder I Try e He Ain't No Competition, che costituiscono le uniche due Top 10 conquistate dalla band nella madrepatria. Difatti, come è accaduto a molti gruppi anglo-sassoni (quali, ad esempio, gli Eighth Wonder del primo periodo), i Brother Beyond hanno riscosso molto più successo nell'Europa continentale, e soprattutto in Italia, dove il loro secondo singolo e primo successo minore britannico, How Many Times, quasi un flop, in verità, non andato oltre il Numero 62 nella UK Top 75, volava alto in classifica già nel 1987. Nella nativa Gran Bretagna, la boy band dovrà aspettare fino all'estate dell'anno successivo per vedere un proprio brano nella Top 10, anche se, in realtà, si tratterà di una canzone scritta e prodotta dai tre assi pigliatutto dell'Europop e della dance, sul finire dello scorso millennio, i citati Pete Waterman, Mike Stock e Matt Aitken (conosciuti anche col brevissimo acronimo scritto S/A/W), che regaleranno ai Brother Beyond la piacevole The Harder I Try, che ha scalato la classifica inglese dei singoli, fino al Numero 2, bloccata soltanto da A Groovy Kind of Lovedi Phil Collins. The Harder I Try contiene un campionamento piuttosto famoso, l'introduzione di batteria di un pezzo della band The Isley Brothers, che conferisce alla traccia quell'andamento cadenzato, tipico dei brani migliori della leggendaria Motown (la casa discografica storica di Stevie Wonder, soltanto per citare uno degli artisti che ne hanno fatto la storia relativamente più recente). Anche il singolo successivo, He Ain't No Competition, di nuovo prodotto da S/A/W, non si discosta molto dallo stile soul ritmato del precedente: meno originale dell'altro, anche questo entrerà comunque nella Top 10, raggiungendo il Numero 6, nel mese di novembre dello stesso anno, e scalando la vetta della classifica dance, nella relativa versione 12" (finché non verrà spodestata da una cover di I Only Wanna Be with You, realizzata da Samantha Fox, prodotta anch'essa da SAW). Altri due singoli di discreto successo verranno estratti da Get Even II: il brano che apriva originariamente Get Even I (in séguito, posto in apertura del solo Lato 2, sul vinile della seconda edizione di Get Even), stavolta scritto dai membri del quartetto, intitolato Be My Twin, Top 20 che salirà fino al Numero 14, a gennaio del 1989; e un remix di Can You Keep a Secret?, una canzone che, già uscita come quarto singolo in assoluto per la band, nel 1987, pur migliorando di qualche posizione le passate deludenti prestazioni del gruppo, si era comunque piazzata soltanto al Numero 56 - la nuova versione del 1989 entrerà invece nella Top 30 britannica, arrivando fino al Numero 22, nel mese di aprile. Si tratterà di fatto dell'ultimo singolo di successo per i Brother Beyond nel Regno Unito, dove i quattro successivi (ed ultimi, perché il gruppo si scioglierà di lì a poco più di un anno, all'inizio del 1991) singoli resteranno tutti indistintamente impantanati nelle acque basse delle classifiche, tra il Numero 39 di "Drive On", brano di apertura e primo estratto dal nuovo e conclusivo album, e il Numero 53 della title track di quello stesso secondo lavoro finale, Trust. Le due edizioni di Get Even daranno vita anche ad un video-concerto live, intitolato Brother Beyond - The Get Even Tour - Live 1989, della durata di 57 minuti, pubblicato, in formato VHS, nel 1991.

## Tracce

### Get Even I
1. Be My Twin - 3:19 (testo: C Fysh - musica: C Fysh/D White) (1988)
2. Chain-Gang Smile - 3:40 (C Fysh - C Fysh/F White) (1987)
3. How Many Times - 3:09 (C Fysh/D White - C Fysh/D White) (1987)
4. Restless - 4:25 (C Fysh - C Fysh/F White) (1988)
5. Somebody Somewhere - 4:36 (C Fysh - C Fysh/F White) (1988)
6. I Should Have Lied - 3:44 (C Fysh - C Fysh/F White) (1986)
7. Can You Keep a Secret? - 3:24 (C Fysh - C Fysh/D White) (1987)
8. Shipwrecked - 4:24 (C Fysh - C Fysh/F White) (1988)
9. Sunset Bars - 4:20 (C Fysh - C Fysh/F White) (1988)
10. King of Blue - 4:13 (C Fysh) (1988)
11. Act for Love (Extended Version) - 6:09 (C Fysh - C Fysh/F White) (1986)
12. Sometimes Good Sometimes Bad (Sometimes Better) - 3:55 (C Fysh - C Fysh/D White/F White) (1987)

#### Singoli tratti daGet Even I
- I Should Have Lied (1986) [Non è entrato nella UK Top 75]
- How Many Times (1987) [UK Top 75: Numero 62 - dal 4 aprile, 3 settimane in classifica]
- Chain-Gang Smile (1987) [UK Top 75: Numero 57 - dall'8 agosto, 3 settimane]
- Can You Keep a Secret? (1988) [UK Top 75: Numero 56 - dal 23 gennaio, 4 settimane]

### Get Even II
1. He Ain't No Competition - 3:19 (Stock, Aitken & Waterman) (1988)
2. Can You Keep a Secret? - 3:24 (testo: C Fysh - musica: C Fysh/D White) (1988)
3. Chain-Gang Smile - 3:40 (C Fysh - C Fysh/F White) (1987)
4. Restless - 4:25 (C Fysh - C Fysh/F White) (1988)
5. How Many Times - 3:09 (C Fysh/D White - C Fysh/D White) (1987)
6. Be My Twin - 3:27 (C Fysh - C Fysh/D White) (1988)
7. The Harder I Try - 3:24 (Stock, Aitken & Waterman) (1988)
8. I Should Have Lied - 3:44 (C Fysh - C Fysh/F White) (1986)
9. Shipwrecked - 4:24 (C Fysh - C Fysh/F White) (1988)
10. King of Blue - 4:13 (C Fysh) (1988)
11. Act for Love (Extended Version) - 6:09 (C Fysh - C Fysh/F White) (1986)
12. Sometimes Good Sometimes Bad (Sometimes Better) - 3:55 (C Fysh - C Fysh/D White/F White) (1987)

#### Singoli tratti daGet Even II
- The Harder I Try (1988) [UK Top 75: Numero 2 - dal 30 luglio, 14 settimane in classifica]
- He Ain't No Competition (1988) [UK Top 75: Numero 6 - dal 5 novembre, 10 settimane]
- Be My Twin (1989) [UK Top 75: Numero 14 - dal 21 gennaio, 6 settimane]
- Can You Keep a Secret? (Re-mix) (1989) [UK Top 75: Numero 22 - dal 1º aprile, 5 settimane]

## Credits

### Get Even I

#### Formazione
- Nathan Moore: voce solista
- David White: chitarra
- Carl Fysh: tastiere
- Eg White: batteria, basso, percussioni, tastiere

#### Musicisti
- Steve Alexander: batteria, percussioni
- Belva Haney, Dee Lewis, Eric Robinson, Flakey C, Frankie Madrid, Leroy Osbourne, Mae McKenna, Vicki St James, Tessa Niles: cori
- Dave Mattacks, Steve Ferrone: batteria
- Peter-John Vettese, Richard Cottle, Rob Fisher, Ian Curnow, Steve Pigott: tastiera
- Luis Jardim: percussioni
- Martin Ditcham: batteria, percussioni
- Bimbo Acock, Phil Todd: sax

#### Produzione
Vedi Get Even II, più:
- Brother Beyond: produzione tracce 5, 9
- Michael H. Brauer per MHB Productions: remix e produzione extra
- Mike Pela per Power Plant London: tecnico del suono
- Carl Beatty: tecnico del suono traccia 9
- Rafe McKenna: remix e produzione extra traccia 9

#### Studi di registrazione
- Abbey Road Studios
- Advision Studios
- Battery Studios
- The Chocolate Factory
- Eden Studios
- Mayfair Studios
- The Music Works
- Power Plant Studios
- PWL Studios
- Rockfield Studios
- Swanyard Studios
- Trident II Studios

#### Staff
- Three Associates: design
- Sheila Rock: fotografia
- Simon Carter per Management One: management

### Get Even II

#### Formazione
- Nathan Moore: voce solista
- David White: chitarra
- Carl Fysh: tastiere
- Steve Alexander: batteria / percussioni

#### Musicisti
- Eg White: batteria, percussioni
- Belva Haney, Dee Lewis, Eric Robinson, Flakey C, Frankie Madrid, Leroy Osbourne, Mae McKenna, Vicki St James: cori
- Dave Mattacks, Steve Ferrone: batteria
- Peter-John Vettese, Richard Cottle, Rob Fisher: tastiera
- Ian Curnow: tastiera
- Steve Pigott: tastiera
- Luis Jardim: percussioni
- Martin Ditcham: batteria, percussioni
- Bimbo Acock, Phil Todd: sax

#### Produzione
- Stock, Aitken & Waterman: produzione tracce 1, 7
- Brother Beyond: produzione tracce 6, 11, 12
- Richard James Burgess: produzione traccia 3
- Don Was: produzione tracce 4, 8
- Michael H. Brauer: produzione traccia 5; remix tracce 8, 9
- Mike Pela: produzione traccia 8; tecnico del suono tracce 4, 8, 11
- Stephen Hague: remix traccia 4
- Ian Curnow: produzione traccia 2; programmazione
- Steve Pigott: programmazione
- Chris Blair: masterizzazione @ Abbey Road Studios
- Mike Duffy: tecnico del suono traccia 2
- Phil Harding: tecnico del suono, missaggio, produzione traccia 2
- Frank Roszak: tecnico del suono traccia 3
- Phil Brown: tecnico del suono aggiunto traccia 4
- Phil Legg: tecnico del suono tracce 5, 9, 10
- Mike Ging: tecnico del suono aggiunto traccia 5
- Mark Stent: tecnico del suono traccia 6
- Rafe McKenna: tecnico del suono, missaggio traccia 12
- Karen Hewitt: tecnico del suono traccia 1
- Yoyo: tecnico del suono traccia 1
- Mark McGuire: tecnico del suono traccia 7
- Pete Hammond: missaggio tracce 1, 7

#### Studi di registrazione
Gli stessi di Get Even I, più:
- Olympic Studios (II)
- The Manor (II)

#### Staff
- The Artful Dodgers Ltd: design
- Cindy Palmano: foto anteriore di copertina
- Simon Fowler: altre foto
- Simon Carter per Management One: management

## Dettagli pubblicazione

### Get Even I
| Paese       | Data | Formato | Etichetta                 | N° catalogo   |
| ----------- | ---- | ------- | ------------------------- | ------------- |
| Italia      | 1988 | LP      | EMI Italiana / Parlophone | 64 7467061    |
| Regno Unito |      | CD      | EMI / Parlophone          | CDPCS 7314    |
| Germania    |      |         |                           | CDP 7 46706 2 |

### Get Even II
| Paese       | Data | Formato | Etichetta                 | N° catalogo   |
| ----------- | ---- | ------- | ------------------------- | ------------- |
| Italia      |      | LP      | EMI Italiana / Parlophone | 64 7910691    |
| Regno Unito |      | CD      | EMI / Parlophone          | CDPCS 7327    |
| Germania    |      |         |                           | CDP 7 91069 2 |